# 東海科学専門学校

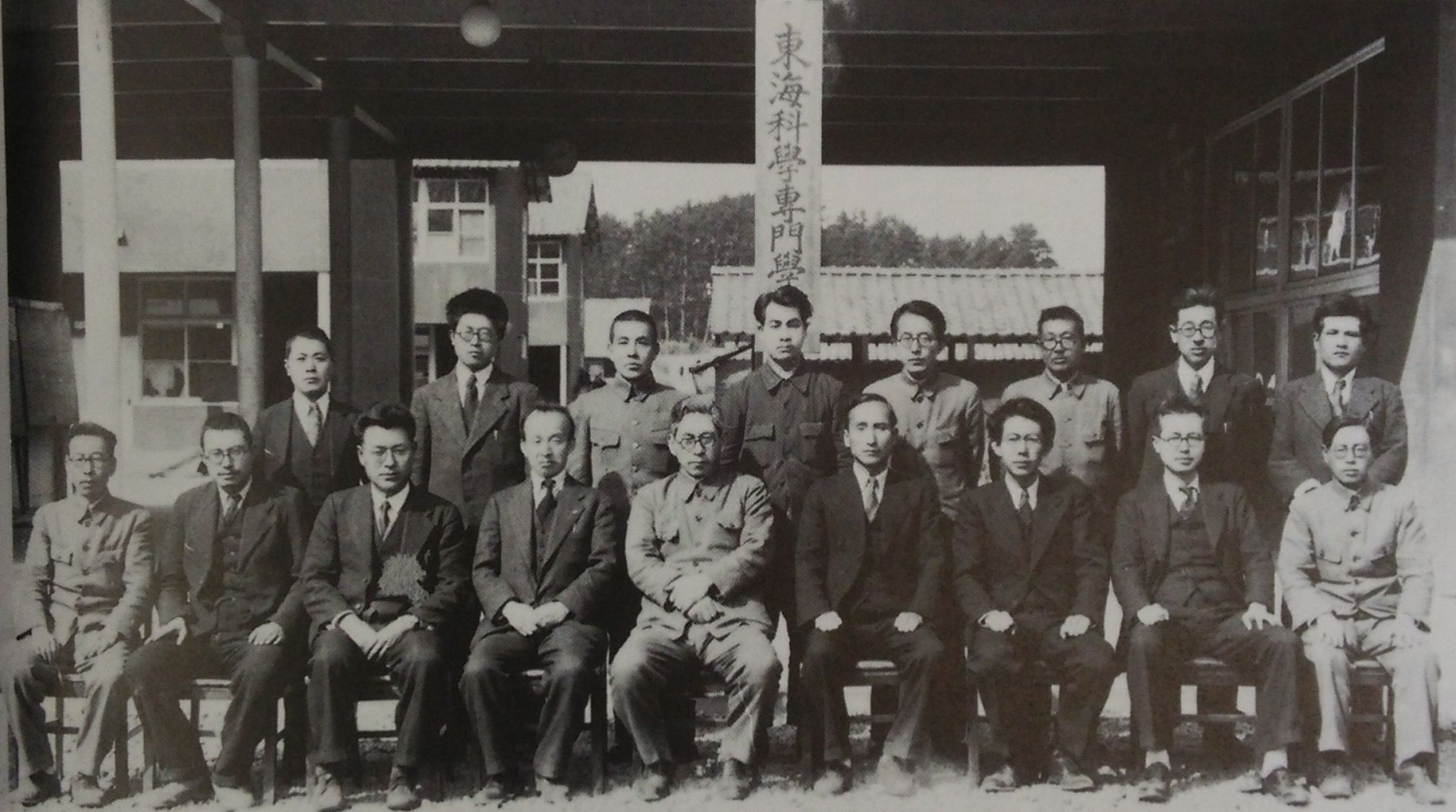
駒越校舎の教師陣

東海科学専門学校（とうかいかがくせんもんがっこう）は、1945年（昭和20年）10月、財団法人東海学園により設立された私立の旧制専門学校である。現在の東海大学の前身。

## 沿革
- 1945年（昭和20年）
  - 10月20日 - 東海科学専門学校を設立。
  - 10月 - 駒越校舎の本校と府中町にある府中分校を、旧海軍三保航空隊の敷地と校舎に移転。
- 1946年（昭和21年）
  - 5月1日 - 法人名を財団法人東海大学に変更。
  - 11月25日 - 夜間講習会を開設。
- 1948年（昭和23年）
  - 3月 - 本校と府中分校を三保校舎に移転。
  - 4月25日 - 夜間講習会が東海実業高等学校に発展。
- 1950年（昭和25年）
  - 4月 - 新制東海大学となり廃止。

## 校長
- 仁科芳雄